# Kiyoshi Tomizawa
Kiyoshi Tomizawa (Shizuoka, 3. prosinca 1943.) japanski je nogometaš.

## Klupska karijera
Igrao je za Nippon Steel.

## Reprezentativna karijera
Za japansku reprezentaciju igrao je od 1965. do 1971. godine. Odigrao je 9 utakmica postigavši 2 pogotka.
S japanskom reprezentacijom Kiyoshi Tomizawa je igrao na Olimpijskim igrama 1964 i 1968.

## Statistika
| Japan  | Japan | Japan |
| Godina | Nast. | Gol.  |
| ------ | ----- | ----- |
| 1965.  | 2     | 0     |
| 1966.  | 0     | 0     |
| 1967.  | 1     | 0     |
| 1968.  | 1     | 0     |
| 1969.  | 0     | 0     |
| 1970.  | 2     | 0     |
| 1971.  | 3     | 2     |
| Ukupno | 9     | 2     |

## Vanjske poveznice
- National Football Teams
- Japan National Football Team Database